# Горебогатырь Косометович
«Горебогатырь Косометович» — комическая опера Висенте Мартин-и-Солера по либретто императрицы Екатерины II. Первая постановка оперы состоялась 29 января 1789 года в Эрмитажном театре.

## История создания и постановок
В сюжете оперы — богатырь, который отправился в поход за подвигами, но в результате не может войти в избушку, обороняемую одноруким стариком с кочергой, а вернувшись домой хвалится победой над бесчисленным количеством врагов. 
Работу над оперой Екатерина начала в сентябре 1788 года и завершила к концу года. Весь процесс создания произведения был описан секретарём императрицы А. В. Храповицким. По его воспоминаниям, императрица задумала написать оперу по сказке о фуфлыге: «Отыскать сказку о фуфлыге-богатыре, чтоб прибавя к ней l`histoire du temps, сделать оперу». Это было второе обращение императрицы к сказочному сюжету о богатырях (первое — опера «Новгородский богатырь Боеславович», 1786 год). В распоряжении Екатерины были сборники французских и русских сказок, сюжеты из которых она использовала в своих произведениях. В изданном впервые в 1886 году либретто оперы её автором указана только императрица Екатерина, но литературовед А. Н. Пыпин сообщает, что арии в опере были написаны секретарём императрицы Александром Храповицким.
По распространенному мнению, опера изображает в образе Горебогатыря шведского короля Густава III и его попытку нападения на Россию в 1788 году, когда он не смог взять крепости Нейшлот, защищавшейся незначительным гарнизоном под командованием однорукого коменданта. Из-за этого «ради иностранных министров» оперу запретили ставить в Санкт-Петербурге в городских театрах, но в Москве, где не было дипломатических представительств, её ставили в публичных театрах.
По другой версии, героем оперы является Григорий Потёмкин (слух возник после того как Потёмкин, вернувшись в столицу после взятия Измаила, стал противодействовать публичным постановкам пьесы).
Опера имела большой успех, а великие князья Александр и Константин выучили её наизусть.

## Действующие лица
- Горебогатырь Косометович
- Локмета, его мать
- Гремила Шумиловна, невеста Горебогатыря
- Степанида Даниловна, мать Гремилы
- Громкобай, казначей Локметы
- Кривомозг, конюший Горебогатыря
- Тороп, щитоносец Горебогатыря
- Барские барыни Локметы и Степаниды
- Безрукий старик